# اسحاق‌آباد (راسک)
اسحاق‌آباد (راسک)، روستایی از توابع بخش پیشین شهرستان راسک در استان سیستان و بلوچستان ایران است.

## جمعیت
این روستا در دهستان جکیگور قرار دارد و براساس سرشماری مرکز آمار ایران در سال ۱۳۸۵، جمعیت آن ۱۶۸ نفر (۲۸خانوار) بوده‌است.